# Poczekalnia tramwajowa na Sołaczu w Poznaniu

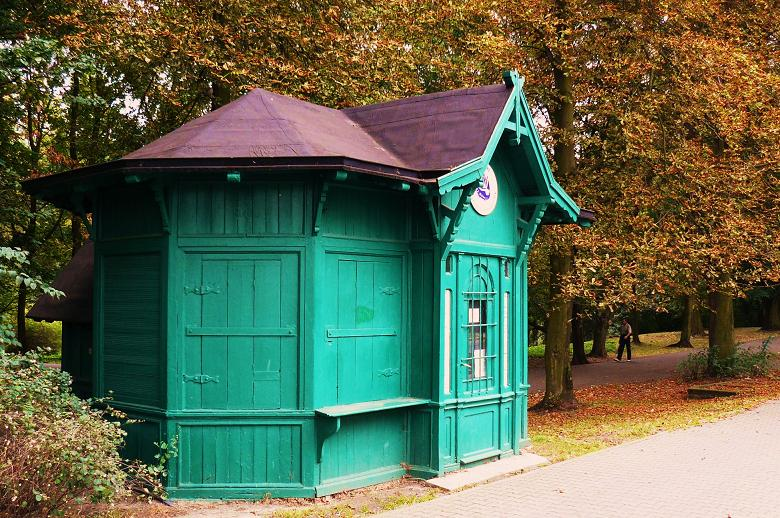
Poczekalnia tramwajowa na Sołaczu (Poznań)

Poczekalnia tramwajowa na Sołaczu – unikatowa, jedyna zachowana w Poznaniu i jedna z nielicznych w Polsce, drewniana poczekalnia tramwajowa z początków XX wieku.

## Charakterystyka
Obiekt zlokalizowany jest na skrzyżowaniu ulic Małopolskiej i Wołyńskiej, na przystanku tramwajowym Sołacz linii na Piątkowską (w kierunku centrum miasta). Początkowo poczekalnia znajdowała się na wysokości placu Spiskiego, ponieważ właśnie tam kończyła się linia tramwajowa na Sołacz (1913). W obecne miejsce została przeniesiona w 1924, po przedłużeniu linii, która odtąd kończyła się przy wylocie ul. Wołyńskiej (potem była jeszcze dwukrotnie przedłużana – obecnie do ul. Piątkowskiej). Był to drugi taki obiekt w Poznaniu, po poczekalni przed głównym dworcem kolejowym (1901). Poczekalnia wykorzystywana była do lat 80. XX w., ale w końcowej fazie służby publicznej była już bardzo zdewastowana i zaniedbana, groziła jej nawet rozbiórka. Ostatecznie została przejęta przez Polski Związek Wędkarski, koło 093 Sołacz – Winiary z przeznaczeniem na biuro i w tym charakterze jest eksploatowana do dziś.
Konstrukcja obiektu jest drewniana (z niewielką podmurówką), z ryzalitem wejściowym i dachem wspartym na kroksztynach. Malowany na zielono budynek, kryty papą, posiadał wcześniej zegar, obecnie nieistniejący. Szerokie okapy chroniły częściowo podróżnych przed deszczem również na zewnątrz.
O unikatowości poczekalni na Sołaczu świadczy jej forma i wiek – o ile drewniane poczekalnie kolejowe z początków XX w. są jeszcze gdzieniegdzie zachowane, o tyle obiekty tego typu związane z komunikacją miejską na terenie Polski – już nie. Bogactwo formalne budynku, reprezentującego styl szwajcarski, powoduje, że jest to także wyjątkowo ciekawy przykład drewnianej architektury parkowej, uzupełniający zespół Parku Sołackiego.